# 斯托夫平卡
51°5′27″N 27°44′49″E / 51.09083°N 27.74694°E
斯托夫平卡（烏克蘭語：Стовпинка），是烏克蘭北部的村莊，隸屬日托米爾州的科羅斯滕區。該村始建於1845年，面積2.7平方公里，海拔高度203米，2001年人口674，人口密度每平方公里249.63人。